# København ved Nat
København ved Nat er en dansk stum komediefilmfra 1910 produceret af Biorama og instrueret af Carl Alstrup. Filmen er af Biorama betegnet som "en hovedstadsidyl i 35 afdelinger".
Filmen havde dansk biografpremiere den 26. december 1910 i Royal-Biografen.

## Handling
Fire gode venner er så opslugte af deres sjusser og kortspil, at de kommer for sent til at hente deres respektive hustruer ved teatret. Men hvorfor så ikke fortsætte aftenen, hvor de slap? Sammen drager de ud på en vild vandring gennem nattens letsindige verden, der byder på lækre damer, stærke drinks og vovet dans.

## Medvirkende
- Frederik Jensen - Grosserer Gummesen
- Oscar Stribolt - Fedevarehandler Kraft
- Lauritz Olsen - Manufakturhandler Blomberg
- Magna Redøhl - Fru Emilie Gummesen
- Mathilde Felumb Friis - Fru Rosa Blomberg
- Victoria Petersen - Fru Caroline Kraft
- Carl Petersen - Charles von Petersen
- Emilie Sannom - Lotte med krøllen
- Agnes Lorentzen - Champagne Anna
- Rigmor Jensen - Tora Trillepølse
- Camilla Hansen - Blonde Mary
- Carl Alstrup - Bræddestablen
- Edvard Jacobsen - Det bløde løg, stamgæst i "Blodkoppen"
- Holger Pedersen - Niels Øje, stamgæst i "Blodkoppen"
- Bernhard Lehmann - Peter Lungepiber, stamgæst
- Erik Winther - Den lange Nøgle, stamgæst
- Arvid Ringheim - Snusmann, opdager